# نئوباس
نئوباس (انگلیسی: Neobus) شرکت خودروسازی برزیلی است، که در سال ۱۹۹۶ تأسیس شد.